# Hatley (kommun i Québec)
Hatley är en kommun (municipalité) i den kanadensiska provinsen Québec. Den ligger i regionen Estrie, i den sydöstra delen av landet, 290 km öster om huvudstaden Ottawa.
Kommunen är officiellt tvåspråkig (franska och engelska), med 65 % fransktalande och 35 % engelsktalande (modersmålstalare) vid folkräkningen 2021.